# Eliel Soisalon-Soininen

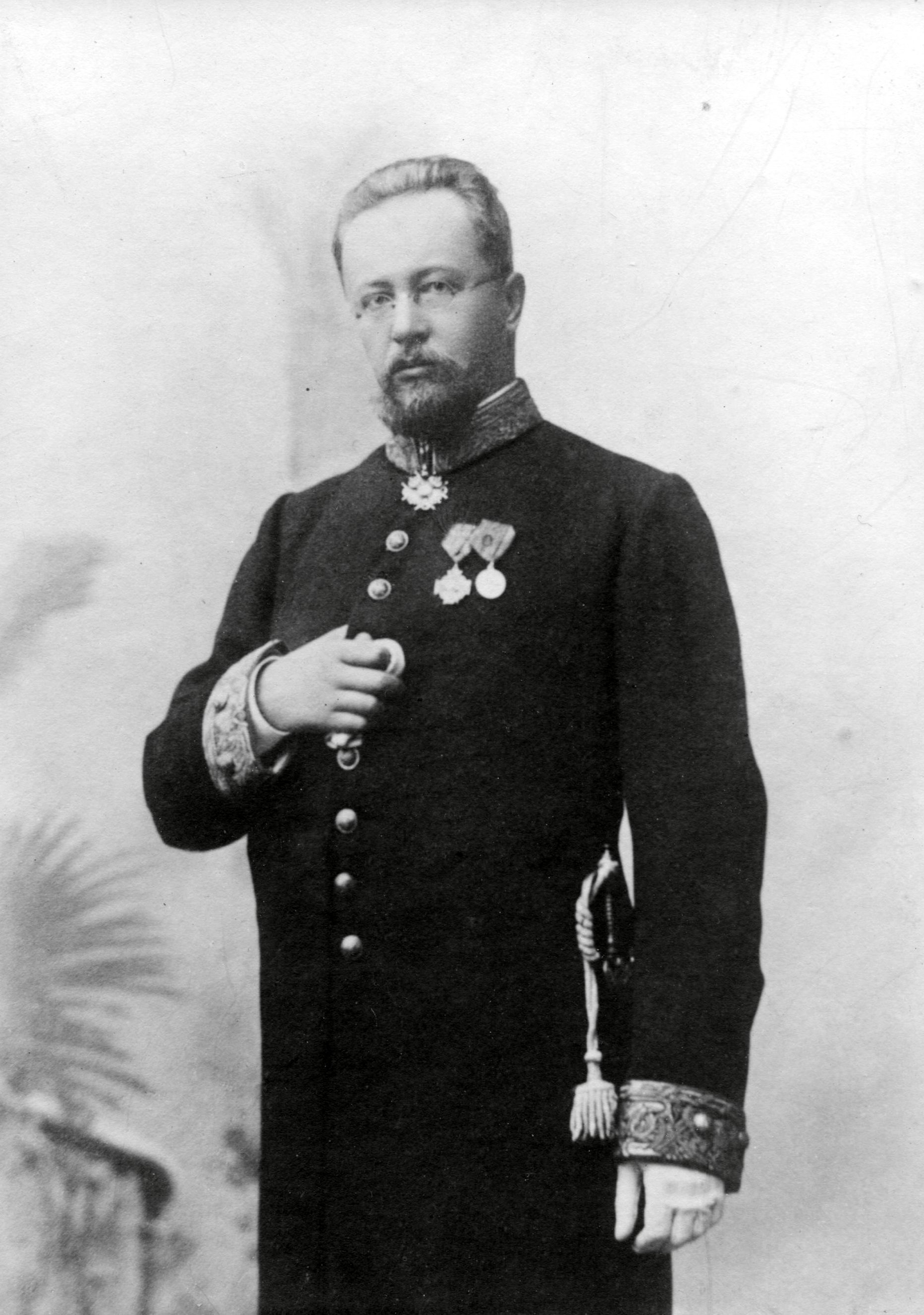
Eliel Soisalon-Soininen.

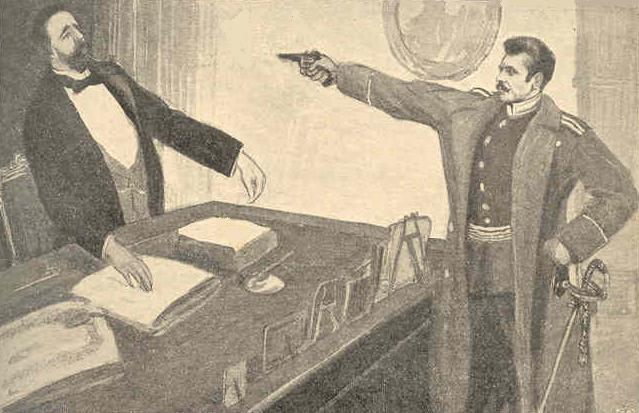
Lennart Hohenthal dispara contra el fiscal Eliel Soisalon-Soininen. Imagen de Söner af ett folk som blödt.

Johan Mårten Eliel Soisalon-Soininen (nacido como Johnsson, elevado a la nobleza como Soisalon-Soininen; 26 de mayo de 1856 - 6 de febrero de 1905) fue un Canciller de Justicia de Finlandia.
Johnsson nació en Pielisjärvi y se graduó en Kuopion lyseon lukio (en Kuopio) el 5 de junio de 1875. Obtuvo su título de abogado en 1879. Johnsson trabajó en los Tribunales de Apelación de Vyborg desde 1879. Se desempeñó como juez de reserva en 1882. Soisalon -Soininen trabajó en el departamento de justicia del Senado desde 1900 y desde 1901 hasta 1905 como canciller de justicia. Soisalon-Soininen fue asesinado en 1905 cuando un joven estudiante llamado Lennart Hohenthal lo asesinó en su apartamento de Helsinki.
Por la mañana, a las 10.30 de la mañana, un joven de complexión corpulenta (Hohenthal) vestido como un oficial ruso llegó al apartamento de Soisalon-Soininen en Helsinki. Habiendo engañado a la policía apostada afuera, Hohenthal tocó el timbre y un ayuda de cámara (un policía disfrazado) abrió la puerta. Hohenthal le dio al ayuda de cámara una tarjeta de visita en la que se leía Alexander De Gadd, teniente de la Garde, San Petersburgo. Hohenthal preguntó si podía reunirse con el canciller. El ayuda de cámara lo guio hasta la oficina del canciller.
Cuando Soisalon-Soininen entró en la habitación, Hohenthal sacó una pistola y disparó ocho tiros hacia el canciller de justicia, dos de los cuales alcanzaron al canciller en el pecho y el estómago.
El canciller de justicia cayó al suelo. Entonces el ayuda de cámara entró en la habitación y le disparó al asesino. Durante el intercambio de disparos entre el asesino y el policía, Johan (alias Juhani), de 17 años, hijo de Soisalon-Soininen, entró en la habitación y se unió al policía para disparar contra el asesino.
Hohenthal disparó a Johan en la pierna. Hohenthal también recibió algunas heridas leves y se rindió. Fue trasladado al hospital bajo vigilancia.